# 황실전범
황실전범(일본어: 皇室典範 고시쓰텐판[*])는 일본의 황위계승 순위 등 일본 황실의 제도와 구성에 대해 정해놓은 일본의 법률이다. 일본국 헌법에 의해 간접적으로 설치가 의무화되었다.
황실전범은 일본 제국 헌법 하에서 제정된 것(1889년 2월 11일 재정(裁定, 칙정))과 일본국 헌법 하에서 제정된 것(1947년 1월 16일의 법률 제3호)이 있다. 전자는 후자와 구별하기 위해 ‘구 황실전범’(舊皇室典範)이라고 보통 불린다.

## 개요
일본국 헌법 아래에서의 황실전범은 법률로서 제정되어 있어서 다른 법률과 같이 일본 의회에서 제정 및 개정을 행하게 되어 국민들이 의회를 통해서 황실전범에 관여를 할 수 있게 되었다.
일본국 헌법 제2조는 다음을 규정하고 있다.
| “ | 황위는 세습되며, 국회가 의결한 황실전범이 정하는 바에 따라 계승된다. | ” |

이는 황위를 세습으로 규정하고 있는데, 그 방법에 대해서는 황실전범이 규정한다고 언급하고 황위 계승자의 성별이나 순위 등은 정하지 않았다. 현재 황실전범 규정으로는 남성 황족만 황위계승을 인정하고 있다. 2006년, 남성 황족으로는 41년 만에 히사히토 친왕이 태어났지만 그전까지 항상 젊은 남자 황족이 부족했다. 이로 인해 안정된 황위 계승을 유지하기 위해 황실전범 개정 등이 논의되기 시작했다. 예를 들어서, 여성 황족에게도 황위의 계승을 인정한다든지, 옛 황족 집안을 황적에 복귀시켜야 한다든지의 의견이 나왔다. 또, 여성 황족과 구 황족 남성 사이에서 태어난 사람에게만 한정하는 형태로 비 황족 출신 남성이 황족이 된다는 것을 인정한다든지의 대안 논의도 나오기 시작한다.

## 같이 보기
- 천황제 폐지론